# Rodrigo Báez (rugbista)
Rodrigo Báez (Mendoza, 8 de febrero de 1989) es un exjugador  y entrenador argentino de rugby que jugaba en la posición de ala.
Integró los seleccionados juveniles M-19 (2008) y M-20 (2009), el seleccionado de Cuyo, la selección B argentina llamada entonces Jaguares (2009-2010 y 2014), el equipo Pampas XV (2012-2015) y el seleccionado mayor Los Pumas (2010-2017). Campeón sudamericano en 2010, 2011 y 2014. Campeón del Americas Rugby Championship en 2009, 2013, 2014 (capitán) y 2016.    